# Mein Leben
Mein Leben is een autobiografie geschreven door de Duitse componist Richard Wagner, die de periode van zijn geboorte in 1813 tot 1864 beslaat. Het werk werd tussen 1865 en 1880 gedicteerd aan zijn toenmalige minnares en latere echtgenote Cosima Wagner.
Het kende een gefaseerde publicatiegeschiedenis. Het laatste gedeelte van het boek, dat de jaren 1861 tot 1864 behandelde, werd pas in 1880 voltooid. Ondanks de vertraging hadden Richard Wagner en Cosima von Bülow al besloten enkele exemplaren voor privéverspreiding te laten afdrukken. Het eerste deel verscheen in 1870 in een oplage van vijftien exemplaren, gevolgd door de publicatie van de delen 2 en 3 in 1872 en 1875, elk in een editie van achttien exemplaren. Wagner betrok de jonge Friedrich Nietzsche als proeflezer en om het boek bij de drukkerij in Bazel te begeleiden. Het vierde en laatste deel werd uiteindelijk in 1880 in Bayreuth gedrukt.
De intentie was oorspronkelijk om het boek binnen een beperkte kring van vertrouwde vrienden te verspreiden, wat leidde tot geruchten over de inhoud. Cosima von Bülow zelf maakte zich zorgen over bepaalde onthullingen in Mein Leben, zoals blijkt uit een brief aan Koning Ludwig II van Beieren. Haar bezorgdheid over mogelijke reacties op Wagners openhartigheid werd echter gedeeltelijk verzacht door het feit dat Wagner bepaalde aspecten van zijn verleden, met name zijn liefdesleven en betrokkenheid bij de Revolutie van 1849 in Dresden, had afgezwakt tijdens het dicteren aan Cosima.
Na verloop van tijd en met name na de dood van Wagner, werden pogingen ondernomen om verspreide exemplaren terug te roepen, waarvan velen naar verluidt door Cosima werden vernietigd. De eerste breed gepubliceerde editie verscheen in 1911, mogelijk om de geruchten rond de inhoud te beteugelen. Deze editie werd echter bewerkt en aangepast door de Wagner-familie om mogelijk ongunstige opmerkingen of acties van Wagner te verbergen. De eerste complete openbare editie, ongewijzigd, verscheen in 1963.

## Externe Links
- Mein leben
- My Life - Volume 1
- My Life - Volume 2